# AEW World Championship
AEW World Championship (em português: Campeonato Mundial da AEW) é um campeonato mundial de luta profissional criado e promovido pela promoção americana All Elite Wrestling (AEW). Lançado em 25 de maio de 2019, é o principal campeonato da promoção para competidores individuais masculinos. Chris Jericho foi o campeão inaugural. O atual campeão é "Hangman" Adam Page, que está em seu segundo reinado. Ele conquistou o título ao derrotar Jon Moxley em uma Texas Deathmatch no All In em 12 de julho de 2025.

## História

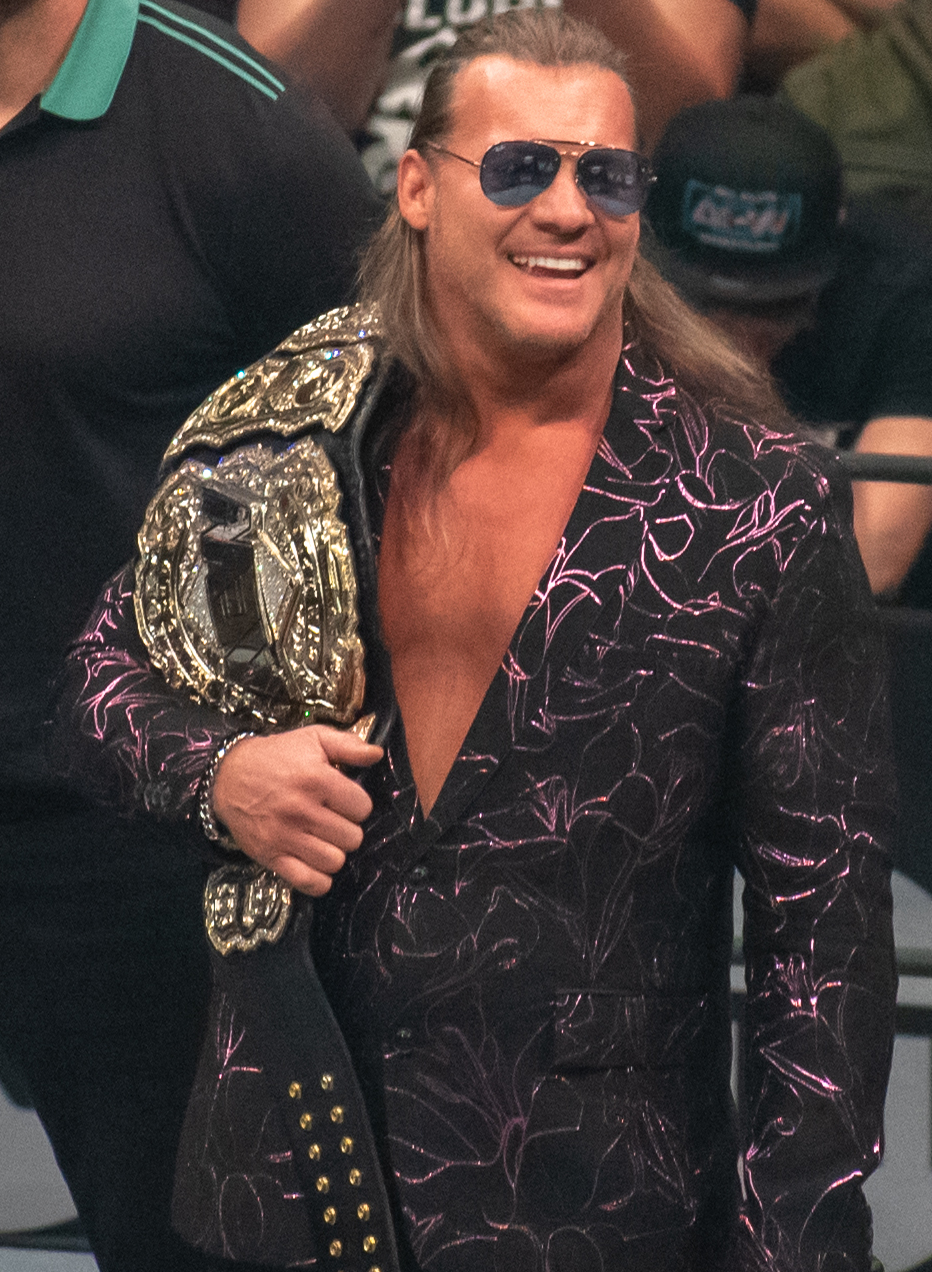
Campeão inaugural Chris Jericho

Em 1º de janeiro de 2019, a promoção de luta profissional All Elite Wrestling (AEW) foi fundada e seu evento inaugural, Double or Nothing, foi agendado para 25 de maio. A revelação do campeonato mundial da promoção foi divulgada pela primeira vez no canal da AEW no YouTube em 22 de maio, onde o ator e comediante Jack Whitehall com humor tentou revelar o cinturão do título, mas lutou para tirar o campeonato de sua bolsa. Durante o mesmo vídeo, Whitehall revelou que o vencedor da batalha real pré-show do Double or Nothing, chamada Casino Battle Royale, enfrentaria o vencedor do evento principal do Double or Nothing em uma data futura para determinar o Campeão Mundial da AEW inaugural. O Casino Battle Royale foi vencido por Adam Page, enquanto Chris Jericho derrotou Kenny Omega no evento principal, estabelecendo a partida inaugural do campeonato. Durante Double or Nothing, o veterano do pro wrestling Bret Hart revelou o cinturão do Campeonato Mundial da AEW.
Pouco depois de Double or Nothing, a partida inaugural do campeonato foi agendada para o evento All Out da AEW em 31 de agosto. No pay-per-view, Jericho derrotou Page no evento principal para se tornar o campeão inaugural. No dia seguinte, foi relatado pela Polícia de Tallahassee que o cinturão físico do campeonato foi roubado da limusine de Jericho enquanto ele viajava; foi recuperado em 4 de setembro.
No episódio de 3 de junho de 2022 de Rampage, o atual campeão CM Punk, que havia conquistado o título poucos dias antes no Double or Nothing, anunciou que estava ferido e precisava de uma cirurgia. Ele inicialmente queria abrir mão do título; no entanto, o presidente da AEW, Tony Khan, decidiu que um campeão interino seria coroado até o retorno de Punk, após o qual Punk enfrentaria o campeão interino para determinar o campeão indiscutível. Para determinar o campeão interino, a AEW montou a Campeonato Mundial Interino da AEW Eliminator Series que culminaria em uma luta no AEW x NJPW: Forbidden Door em 26 de junho, um evento co-promovido entre a AEW e a New Japan Pro-Wrestling (NJPW). As duas primeiras lutas aconteceram no episódio de 8 de junho do Dynamite. Um Casino Battle Royale abriu o show, que Kyle O'Reilly venceu. O'Reilly então enfrentou o competidor individual número um Jon Moxley no evento principal do episódio, que Moxley venceu. A terceira partida aconteceu em 12 de junho no NJPW's Dominion 6.12 em Osaka-jo Hall entre Hiroshi Tanahashi e Hirooki Goto, que Tanahashi venceu; Tanahashi foi originalmente escalado para enfrentar Punk no Forbidden Door pelo título antes da lesão de Punk. No Forbidden Door, Moxley derrotou Tanahashi para se tornar o Campeão Mundial Interino da AEW. Punk fez seu retorno no início de agosto e Moxley derrotou Punk no episódio de 24 de agosto do Dynamite para se tornar o campeão indiscutível.
Após o scrum de mídia pós-evento All Out em 5 de setembro, CM Punk, que havia acabado de ganhar seu segundo Campeonato Mundial da AEW no evento, entrou em uma briga física legítima com os vice-presidentes executivos da AEW, Kenny Omega e The Young Bucks (Matt Jackson e Nick Jackson), após comentários de repreensão que ele fez sobre eles e outros durante o scrum. Como resultado, o presidente da AEW, Tony Khan, suspendeu todos os envolvidos. No episódio de 7 de setembro do Dynamite, Khan anunciou que tanto o Campeonato Mundial quanto o Campeonato de Trios, disputados por Omega e Bucks, estavam desocupados. Khan então anunciou que haveria um torneio para coroar um novo Campeão Muindial da AEW. O AEW Grand Slam Tournament of Champions começou no mesmo episódio e continuou em episódios de Dynamite e Rampage até sua conclusão em Dynamite: Grand Slam em 21 de setembro. Os competidores do torneio incluíram Bryan Danielson, "Hangman" Adam Page, Sammy Guevara, Darby Allin, Chris Jericho e Jon Moxley. Moxley derrotou Danielson na final do torneio no Grand Slam para ganhar o campeonato pela terceira vez.

### "Verdadeiro Campeonato Mundial"

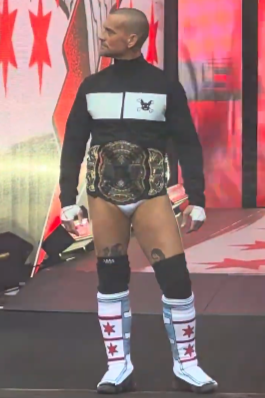
O duas vezes campeão CM Punk, com o "Verdadeiro Campeonato Mundial" não oficial.

CM Punk retornou à AEW no episódio de estreia do Collision em 17 de junho de 2023. Durante sua promo, ele segurava uma bolsa vermelha que descreveu como contendo "algo que ele nunca perdeu". No mês seguinte, Punk revelou o conteúdo da bolsa: o cinturão do Campeonato Mundial da AEW que ele havia conquistado no All Out de 2022. Ele passou a se referir a si mesmo como o "verdadeiro campeão mundial", já que nunca foi derrotado pelo título, e então pintou um X preto na placa central do cinturão (o X sendo um símbolo que Punk usava ao longo de sua carreira, em referência ao seu estilo de vida straight edge). Embora o "Verdadeiro Campeonato Mundial" não fosse oficialmente reconhecido pela AEW, Punk defendeu o título na programação da AEW. No entanto, após um incidente legítimo nos bastidores ocorrido no All In em 27 de agosto, o contrato de Punk foi rescindido e o "Verdadeiro Campeonato Mundial" foi descartado.

## Design do cinturão
O cinturão Campeonato Mundial da AEW padrão tem cinco placas em uma pulseira de couro preto. A grande placa central tem o logotipo AEW proeminente no centro, com um contorno de diamante atrás do logotipo. Acima do logotipo está um banner que diz "WORLD", enquanto abaixo do logotipo há outro banner que diz "CHAMPION". Abaixo deste estandarte há uma placa de identificação para exibir o nome do campeão atual. As duas placas laterais internas são altas e finas, com o logotipo da AEW novamente no centro. Acima e abaixo deste logotipo estão duas metades do globo. As duas placas laterais externas são semelhantes às internas, mas ligeiramente menores. O design do cinturão foi inspirado no cinturão do Mid-South North American Heavyweight Championship, e a AEW queria que seu design fosse significativamente semelhante a esse cinturão. Foi criado pelo conhecido fabricante de cinturões de luta livre profissional Dave Millican.

### Design personalizado
Em 30 de novembro de 2022, episódio de Dynamite, o então campeão MJF, que acabara de ganhar o título no Full Gear em 19 de novembro, descartou o cinturão padrão do Campeonato Mundial da AEW, chamando-o de lixo, e revelou sua própria versão personalizada, que ele apelidou de o "Big Burberry Belt", ou Triple-B para abreviar. Possui exatamente o mesmo design que o cinto padrão; no entanto, a pulseira de couro é marrom e moldada no padrão xadrez da marca registrada da Burberry para combinar com o cachecol Burberry exclusivo de MJF.

## Reinados

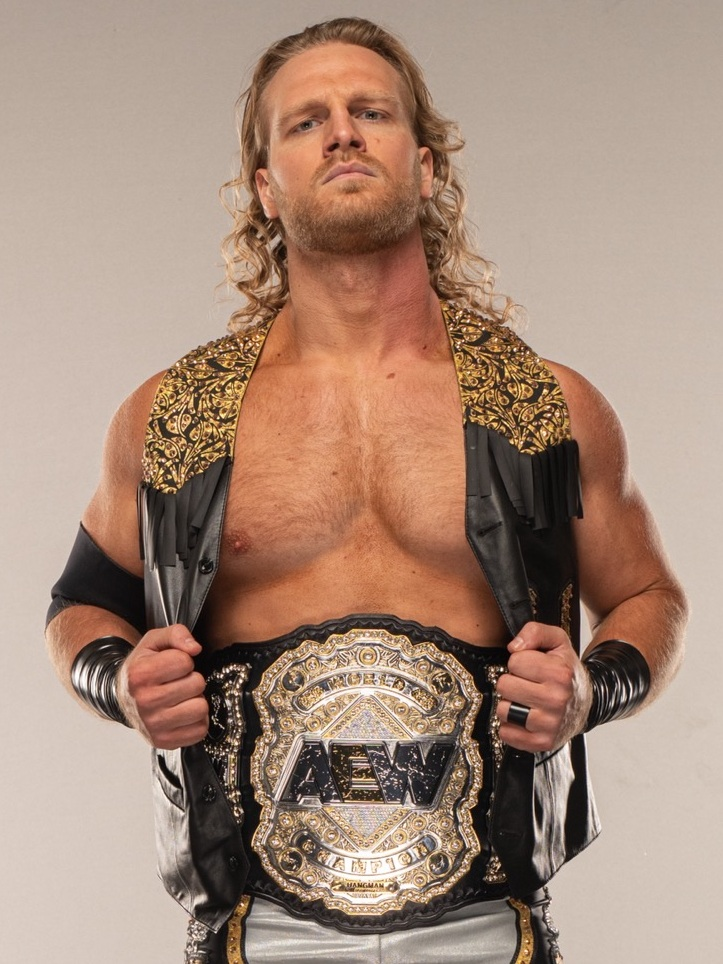
Atual campeão, "Hangman" Adam Page.

Até 13 de julho de 2025, foram quatorze reinados entre nove campeões e uma ocasião em que o título ficou vago, além de um campeão interino. Chris Jericho foi o campeão inaugural. Jon Moxley tem o maior número de reinados com quatro. Ele também serviu como o campeão interino em meados de 2022, enquanto o campeão linear CM Punk estava fora devido a uma lesão (isso não é contado como um dos quatro reinados de Moxley). O reinado de MJF é o mais longo com 406 dias, enquanto o segundo reinado de Punk é o mais curto com 3 dias. Jericho é o campeão mais velho quando a conquistou aos 48 anos, enquanto MJF é o campeão mais jovem aos 26 anos.
"Hangman" Adam Page é o atual campeão em seu segundo reinado. Ele derrotou Jon Moxley pelo título em uma Texas Deathmatch no All In em 12 de julho de 2025, em Arlington, Texas.